# Odvar Nordli
Odvar Nordli (ur. 3 listopada 1927 w Stange, zm. 9 stycznia 2018 w Oslo) – norweski polityk, księgowy i samorządowiec, działacz Partii Pracy, parlamentarzysta i minister, w latach 1976–1981 premier Norwegii.

## Życiorys
Odbył służbę wojskową w norweskich oddziałach w Niemczech, po czym uzyskał uprawnienia księgowego. Pracował jako audytor w administracji miejskiej w Bærum oraz w administracji okręgu Hedmark. Zaangażował się w działalność polityczną w ramach Partii Pracy. Na początku lat 50. został radnym miejskim w Stange, pełnił funkcję wiceprzewodniczącego rady. W latach 1954–1961 był zastępcą poselskim. Następnie do 1985 sprawował mandat posła do Stortingu. W latach 1971–1972 zajmował stanowisko ministra do spraw władz lokalnych w rządzie, którym kierował Trygve Bratteli. Później przewodniczył frakcji deputowanych Partii Pracy. W połowie lat 70. ugrupowanie poszukiwało następcy dla Trygve Bratteliego. Ostatecznie Reiulf Steen został nowym przewodniczącym, a Odvar Nordli premierem. Urząd ten sprawował od stycznia 1976 do lutego 1981.
W latach 1981–1985 był wiceprzewodniczącym norweskiego parlamentu. Od 1981 do 1993 zajmował stanowisko gubernatora Hedmarku. Powoływany w skład rady dyrektorów publicznej agencji finansowej Kommunalbanken, Norweskiego Komitetu Noblowskiego i rady Fundacji Nobla.